# 金守漢
金 守漢（キム・スハン、朝鮮語: 김수한/金守漢、1928年8月20日 - 2024年12月30日）は、大韓民国の政治家。第7・8・9・10・12・15代韓国国会議員、元国会議長。
本貫は安東金氏。号は一声（イルソン、一聲/일성）。キリスト教徒。彼の子供のうち2人は父親の跡を継いで政治家となった（金盛東と金淑香）。また、金遇敬は妻の姉妹の夫である。

## 経歴
大邱生まれ。 サーヴァントを保有した貴族家出身だ。嶺南大学校法学科卒業。
1957年に民主革新党の結成に参加し、政界入りした。民主党政策委議長、対日屈辱外交反対闘争委員会スポークスマン、新韓党スポークスマンを経て、1967年の第7代総選挙に新民党の公認で立候補して当選し、国会議員となった。その後は新民党スポークスマンを経て、5度にわたって議員の職を務め、1996年に第15代総選挙に当選した後、1998年まで国会議長職を務め、以後政界を引退した。
2010年には慶南大学校より名誉政治学博士を授与された。2014年には嶺南大学校より名誉法学博士を授与された。また、勲一等旭日大綬章の受章者である。
金泳三元大統領の系譜で政治に入門した影響で、金泳三の国葬の時に追悼の辞を朗読し、政界引退以後、保守系右派政党の常任顧問職に委嘱され時々党政策などの諮問をしてくる役割をしている。また、韓日親善協会中央会長、金泳三民主センター理事長、大韓民国憲政会元老会議長、国民の力常任顧問団議長も務めた。
2024年12月30日に死去。享年96。

## 受賞
- 韓国  国民勳章無窮花章 (1998)
- 日本  勲一等旭日大綬章 (1999)

## エピソード
1980年には戒厳司令部合同捜査本部に連行され、1か月余りの不法拘禁を経験した。当時は新軍部の圧力により議員を辞職し、妻の財産まで強制献納されてから釈放されたため、2024年、真実和解のための過去史整理委員会により人権侵害の被害者に認定された。